# Tempestade tropical Narda (2019)
A tempestade tropical Narda foi uma tempestade tropical de curta duração que permaneceu perto da costa do Pacífico do México, causando enchentes e deslizamentos de terra no sudoeste do México e na Península de Baja California no final de setembro de 2019. A décima quarta tempestade nomeada da temporada de furacões de 2019 no Pacífico, Narda desenvolveu-se a partir de uma ampla área de baixa pressão que se formou na costa da América Central em 26 de setembro. A baixa ampla gradualmente se organizou conforme se movia para oeste-noroeste, e se tornou a tempestade tropical Narda no início de 29 de setembro, enquanto localizada na costa sul do México. O ciclone se fortaleceu ligeiramente antes de se mover para o interior perto de Manzanillo, no México. Narda enfraqueceu para uma depressão tropical depois de se mudar para o interior, mas se intensificou em uma tempestade tropical em 30 de setembro quando emergiu sobre o Oceano Pacífico ao sul do Golfo da Califórnia. Narda rapidamente se fortaleceu e atingiu seu pico de intensidade com ventos de 50 mph (85 km/h) naquele dia antes de fazer um segundo landfall ao longo da costa noroeste do México. O ciclone tropical enfraqueceu rapidamente conforme se movia ao longo da costa, e enfraqueceu para uma depressão tropical antes de se dissipar próximo à costa de Sonora em 1 de outubro .

## História meteorológica
Em 23 de setembro, o Centro Nacional de Furacões (NHC) observou o potencial de uma área de baixa pressão se formar ao sul da costa sul do México no próximo fim de semana. Um vale largo e alongado de baixa pressão se desenvolveu perto da costa da América Central em 26 de setembro, e uma ampla área de baixa pressão se desenvolveu ao longo deste vale dois dias depois a sul-sudeste de Acapulco. A perturbação continuou a se tornar gradualmente mais bem organizada ao longo do dia seguinte e, embora ainda não tivesse um centro de circulação bem definido, a ameaça de ventos com força de tempestade tropical ao longo da costa sudoeste do México levou ao início de alertas sobre o Ciclone Tropical Potencial Dezesseis-E às 15:00 UTC em 28 de setembro. No início do dia seguinte, a circulação do distúrbio tornou-se mais bem definida e ocorreu um aumento na faixa convectiva na porção oeste do amplo sistema. Como resultado, o NHC classificou o sistema como Tempestade Tropical Narda às 03:00 UTC de 29 de setembro.
Movendo-se lentamente para o norte em direção à costa sul do México, Narda gradualmente tornou-se mais organizado e fortalecido para uma intensidade de pico inicial com ventos de 45 mph (75 km/h) conforme características de bandas se tornavam evidentes. No entanto, mais tarde naquele dia, imagens de satélite e dados de radar de estações costeiras no México indicaram que o centro de Narda foi realocado mais ao norte e perto da costa do México perto de Zihuatanejo . À medida que se movia para o interior, Narda rapidamente se tornou menos organizado, e o ciclone enfraqueceu para uma depressão tropical às 21:00 UTC, conforme o centro se movia sobre as montanhas do sudoeste do México.
Narda emergiu no leste do Oceano Pacífico no início de 30 de setembro perto das Islas Marías como uma depressão tropical mal organizada. No entanto, o ciclone continuou a produzir uma grande área de convecção profunda perto e a oeste de seu centro, e logo se tornou uma tempestade tropical às 15:00 UTC daquele dia. Ao longo do dia, o Narda continuou a se organizar melhor enquanto se movia sobre as águas quentes do Golfo da Califórnia . Imagens de micro-ondas revelaram a presença de feições de faixas bem definidas e uma feição ocular de nível médio localizado próximo à costa mexicana, e Narda atingiu seu pico de intensidade com ventos máximos sustentados de 50 mph (85 km/h) às 21:00 UTC do dia 30 de setembro. Seis horas depois, Narda fez seu segundo landfall ao longo da costa noroeste do México, perto de Topolobampo, como um ciclone um pouco mais fraco com ventos de 75 km / h. O Narda continuou a enfraquecer enquanto abraçava a costa noroeste do México e, por volta das 12:00 UTC de 1o de outubro, havia enfraquecido para uma depressão tropical enquanto estava próximo à costa. O ciclone continuou a enfraquecer rapidamente e, três horas depois, Narda se dissipou perto da costa noroeste do México.

## Preparações e impacto

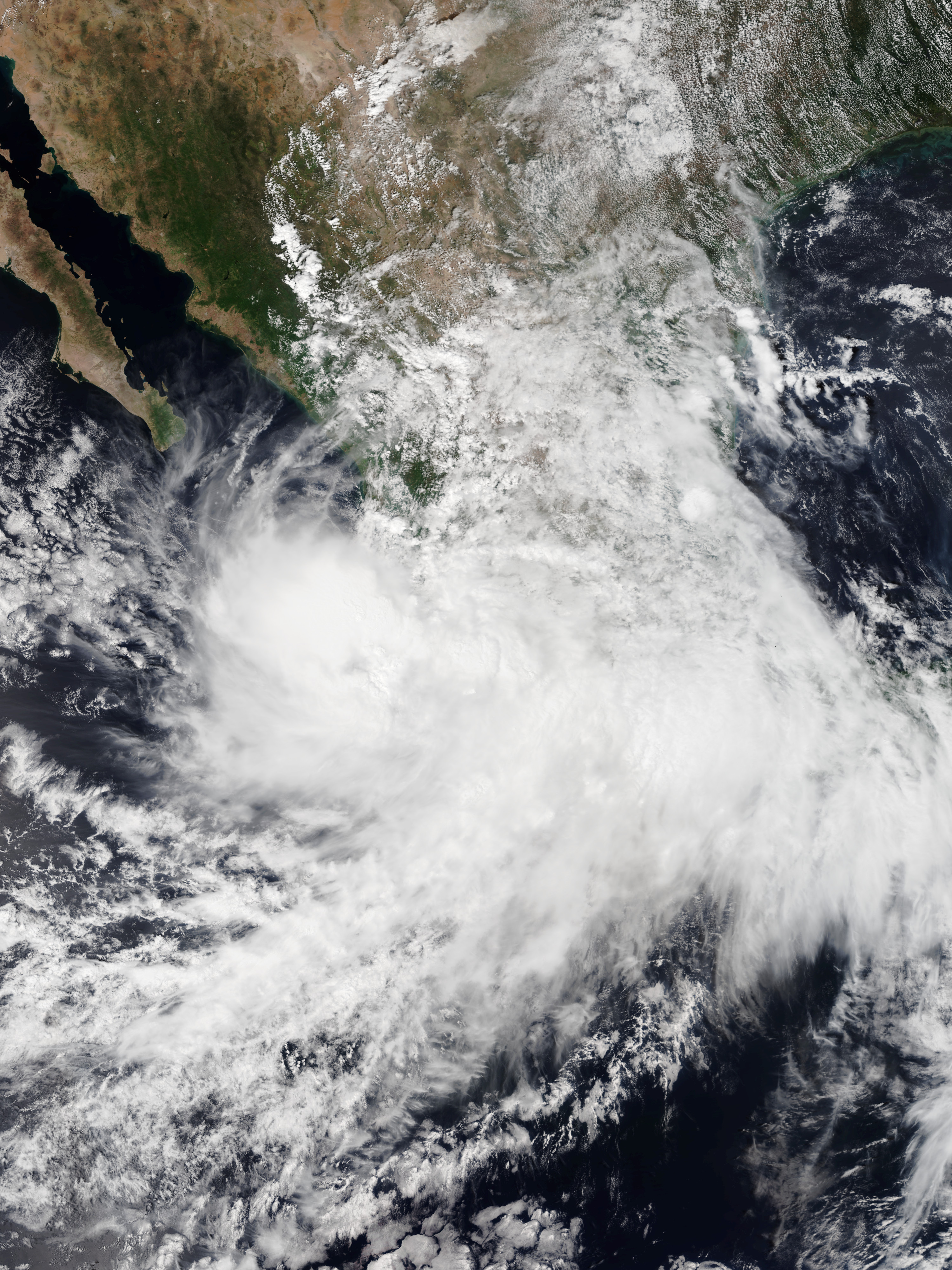
Tempestade tropical Narda perto da costa sul do México em 29 de setembro

Após o início dos avisos sobre o Potencial Ciclone Tropical Dezesseis-E em 28 de setembro, o Governo do México emitiu um alerta de tempestade tropical ao longo da costa sudoeste do México de Acapulco a Cabo Corrientes. Esses avisos foram interrompidos às 21:00 UTC de 29 de setembro, depois que Narda se mudou para o interior e enfraqueceu. No entanto, seis horas depois, avisos de tempestade tropical foram emitidos novamente, desta vez para a costa noroeste do México de San Blas a Topolobampo, enquanto um alerta de tempestade tropical também foi emitido para o norte de Guaymas. O relógio foi atualizado para um alerta às 15:00 UTC de 30 de setembro, quando Narda se aproximava da costa. Todas as advertências foram suspensas em 1º de outubro, depois que Narda mais uma vez enfraqueceu para uma depressão tropical.
Permanecendo perto da costa do oeste do México por três dias, Narda produziu fortes chuvas que provocaram enchentes e deslizamentos de terra em grande parte do oeste do México. Em Oaxaca, duas mortes ocorreram como resultado da tempestade: um homem de 26 anos morreu depois de ser arrastado por fortes correntes fluviais em San Pedro Mixtepec, Miahuatlán, e um menino de 17 anos se afogou depois de ser arrastado por fortes correntes ao longo do rio San Cristóbal na comunidade de San Jerónimo Coatlán, Sierra Sur de Oaxaca. No município de Tecomán, Colima, um homem de 29 anos morreu depois de ser arrastado por fortes correntes enquanto pescava em seu barco na Lagoa de Alcuzahue. No município de Malinaltepec, Guerrero, um homem de 28 anos perdeu a vida depois de ficar preso sob um deslizamento de terra enquanto viajava pela rodovia Tlapa-Marquelia. Mais de 70 casas no município foram danificadas e 55 famílias foram deslocadas. A tempestade também danificou 23 estradas, forçando seu fechamento, e causou a perda de energia de 17 comunidades. Em Jalisco, 834 residências nos municípios de Villa Purificación, Tomatlán e Cabo Corrientes foram danificadas e escolas em 30 municípios de Jalisco foram fechadas em 30 de setembro. A ponte Aquiles Serdán que conectava Cabo Corrientes a várias comunidades desabou devido às enchentes, e houve duas mortes registradas como resultado da tempestade em Jalisco. Os danos em todo o estado foram estimados em mais de 300 milhões de pesos (US $ 15,2 milhões).